# 한스 한
한스 한(독일어: Hans Hahn, IPA: [hans haːn], 1879~1934)은 오스트리아의 수학자이다. 함수해석학과 위상수학, 집합론, 변분법, 실해석학, 순서론에 공헌하였다.

## 생애
빈에서 공무원의 아들로 태어났다. 1898년에 빈 대학교에 입학하여 법학을 공부하였으나 1899년에 수학으로 전공을 바꾸었다. 1902년에 빈 대학교에서 박사 학위를 수여받았다.
1905년에 하빌리타치온을 통과하였고, 1909년에 엘레오노레 미노어(독일어: Eleonore Minor)와 결혼하여 1녀를 두었다 (노라 독일어: Nora, 1910년 출생). 1909년에 체르니우치 대학교 교수가 되었다. (당시 체르니우치는 오스트리아 제국에 속해 있었다.) 1915년~1916년에는 제1차 세계 대전에 참전하였고, 부상당했다. 1916년에는 본 대학교 교수가 되었고, 1921년에는 빈 대학교 교수가 되었다.
1934년에 54세의 나이로 수술에 의한 합병증으로 사망하였다.

## 같이 보기
- 영역 (해석학)
- 해석학 (수학)